# Colostethus furviventris
Colostethus furviventris är en groddjursart som beskrevs av Juan A. Rivero och Marco Antonio Serna 1991. Colostethus furviventris ingår i släktet Colostethus och familjen pilgiftsgrodor. IUCN kategoriserar arten globalt som otillräckligt studerad. Inga underarter finns listade i Catalogue of Life.